# Vesilinna, Jyväskylä
Vesilinna är ett vatten- och utsiktstorn på Harju kulle i Jyväskylä. Det ritades av Olavi Kivimaa, som då var Jyväskyläs stadsarkitekt. Vesilinna stod färdigt 1953. Tornets höjd är 34 meter. I Vesilinna finns även en restaurang.